# Zilveren Beer voor beste actrice
De Zilveren Beer voor beste actrice is een filmprijs die jaarlijks werd uitgereikt op het Internationaal filmfestival van Berlijn. De prijs bekroonde van 1956 tot 2020 de beste actrice die deelnam aan het filmfestival. In 1969, 1970, 1973 en 1974 werd de prijs niet uitgereikt. Sachiko Hidari won in 1964 de prijs voor twee films die meededen aan de competitie. In 2011 werd de prijs gegeven aan de volledige vrouwelijke cast van de film Jodaeiye Nader az Simin (A Separation). Shirley MacLaine is de enige actrice die de prijs tweemaal won. In 2021 werd deze prijs vervangen door de genderneutrale Zilveren Beer voor beste acteerprestatie in een hoofdrol.

## Winnaars
| Jaar | Winnaar                                                | Film                                                    |
| ---- | ------------------------------------------------------ | ------------------------------------------------------- |
| 1956 | Elsa Martinelli                                        | Donatella                                               |
| 1957 | Yvonne Mitchell                                        | Woman in a Dressing Gown                                |
| 1958 | Anna Magnani                                           | Wild Is the Wind                                        |
| 1959 | Shirley MacLaine                                       | Ask Any Girl                                            |
| 1960 | Juliette Mayniel                                       | The Fair                                                |
| 1961 | Anna Karina                                            | A Woman Is a Woman                                      |
| 1962 | Rita Gam                                               | No Exit                                                 |
| 1962 | Viveca Lindfors                                        | No Exit                                                 |
| 1963 | Bibi Andersson                                         | The Mistress                                            |
| 1964 | Sachiko Hidari                                         | The Insect Woman She and He                             |
| 1965 | Madhur Jaffrey                                         | Shakespeare Wallah                                      |
| 1966 | Lola Albright                                          | Lord Love a Duck                                        |
| 1967 | Edith Evans                                            | The Whisperers                                          |
| 1968 | Stéphane Audran                                        | Les Biches                                              |
| 1969 | Geen prijsuitreiking                                   | Geen prijsuitreiking                                    |
| 1970 | Geen prijsuitreiking                                   | Geen prijsuitreiking                                    |
| 1971 | Simone Signoret                                        | Le Chat                                                 |
| 1971 | Shirley MacLaine                                       | Desperate Characters                                    |
| 1972 | Elizabeth Taylor                                       | Hammersmith Is Out                                      |
| 1973 | Geen prijsuitreiking                                   | Geen prijsuitreiking                                    |
| 1974 | Geen prijsuitreiking                                   | Geen prijsuitreiking                                    |
| 1975 | Kinuyo Tanaka                                          | Brothel No. 8                                           |
| 1976 | Jadwiga Barańska                                       | Nights and Days                                         |
| 1977 | Lily Tomlin                                            | The Late Show                                           |
| 1978 | Gena Rowlands                                          | Opening Night                                           |
| 1979 | Hanna Schygulla                                        | Die Ehe der Maria Braun                                 |
| 1980 | Renate Krößner                                         | Solo Sunny                                              |
| 1981 | Barbara Grabowska                                      | Fever                                                   |
| 1982 | Katrin Saß                                             | Bürgschaft für ein Jahr                                 |
| 1983 | Yevgeniya Glushenko                                    | Vlyublyon po sobstvennomu zhelaniyu                     |
| 1984 | Inna Churikova                                         | Wartime Romance                                         |
| 1985 | Jo Kennedy                                             | Wrong World                                             |
| 1986 | Charlotte Valandrey                                    | Red Kiss                                                |
| 1986 | Marcélia Cartaxo                                       | Hour of the Star                                        |
| 1987 | Ana Beatriz Nogueira                                   | Vera                                                    |
| 1988 | Holly Hunter                                           | Broadcast News                                          |
| 1989 | Isabelle Adjani                                        | Camille Claudel                                         |
| 1991 | Victoria Abril                                         | Lovers                                                  |
| 1992 | Maggie Cheung                                          | Centre Stage                                            |
| 1993 | Michelle Pfeiffer                                      | Love Field                                              |
| 1994 | Crissy Rock                                            | Ladybird, Ladybird                                      |
| 1995 | Josephine Siao                                         | Summer Snow                                             |
| 1996 | Anouk Grinberg                                         | Mon homme                                               |
| 1997 | Juliette Binoche                                       | The English Patient                                     |
| 1998 | Fernanda Montenegro                                    | Central do Brasil                                       |
| 1999 | Juliane Köhler                                         | Aimée & Jaguar                                          |
| 1999 | Maria Schrader                                         | Aimée & Jaguar                                          |
| 2000 | Bibiana Beglau                                         | The Legend of Rita                                      |
| 2000 | Nadja Uhl                                              | The Legend of Rita                                      |
| 2001 | Kerry Fox                                              | Intimacy                                                |
| 2002 | Halle Berry                                            | Monster's Ball                                          |
| 2003 | Nicole Kidman                                          | The Hours                                               |
| 2003 | Julianne Moore                                         | The Hours                                               |
| 2003 | Meryl Streep                                           | The Hours                                               |
| 2004 | Charlize Theron                                        | Monster                                                 |
| 2004 | Catalina Sandino Moreno                                | Maria Full of Grace                                     |
| 2005 | Julia Jentsch                                          | Sophie Scholl - die letzten Tage                        |
| 2006 | Sandra Hüller                                          | Requiem                                                 |
| 2007 | Nina Hoss                                              | Yella                                                   |
| 2008 | Sally Hawkins                                          | Happy-Go-Lucky                                          |
| 2009 | Birgit Minichmayr                                      | Alle anderen                                            |
| 2010 | Shinobu Terajima                                       | Caterpillar                                             |
| 2011 | Leila Hatami Sareh Bayat Sarina Farhadi Kimia Hosseini | Jodaeiye Nader az Simin (A Separation)                  |
| 2012 | Rachel Mwanza                                          | War Witch                                               |
| 2013 | Paulina García                                         | Gloria                                                  |
| 2014 | Haru Kuroki                                            | The Little House                                        |
| 2015 | Charlotte Rampling                                     | 45 Years                                                |
| 2016 | Trine Dyrholm                                          | Kollektivet                                             |
| 2017 | Kim Min-hee                                            | Bamui haebyun-eoseo honja (On the Beach at Night Alone) |
| 2018 | Ana Brun                                               | Las herederas                                           |
| 2019 | Yong Mei                                               | Di jiu tian chang                                       |
| 2020 | Paula Beer                                             | Undine                                                  |